# João Alfredo Correia de Oliveira

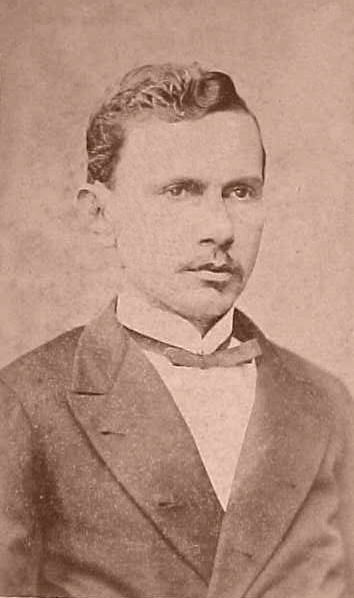
João Alfredo Correia de Oliveira (Fotografie von Alberto Henschel, 1885)

João Alfredo Correia de Oliveira(* 12. Dezember 1835 in Ilha de Itamaracá, Pernambuco; † 6. März 1919 in Rio de Janeiro) war ein brasilianischer Politiker, der unter anderem Mitglied der Abgeordnetenkammer, zwischen 1877 und 1889 Mitglied des Senats des Kaiserreichs Brasilien war. Er fungierte zudem mehrmals als Minister sowie zwischen 1888 und 1889 als Premierminister des Kaiserreichs Brasilien. Während seiner Amtszeit als Premierminister trat die Lei Áurea in Kraft, die zur Abschaffung der Sklaverei in Brasilien führte.

## Leben
João Alfredo Correia de Oliveira absolvierte nach dem Schulbesuch in Goiana ein Studium der Rechtswissenschaften, welches er mit einem Master of Laws (Mestrado em Direito) beendete. Er war Grundbesitzer und war zwischen 1861 und 1863 als Deputado Provincial Mitglied der Legislativversammlung der Provinz Pernambuco. Als Nachfolger von Manuel José de Siqueira Mendes war er vom 2. Dezember 1869 bis zu seiner Ablösung durch Abel Graça am 17. April 1870 Präsident der Provinz Pará. 1869 wurde er für die Konservative Partei (Partido Conservador) als Deputado Geral Mitglied der Abgeordnetenkammer (Câmara dos Deputados do Brasil) und vertrat in dieser bis zum 1875 die Provinz Pernambuco.

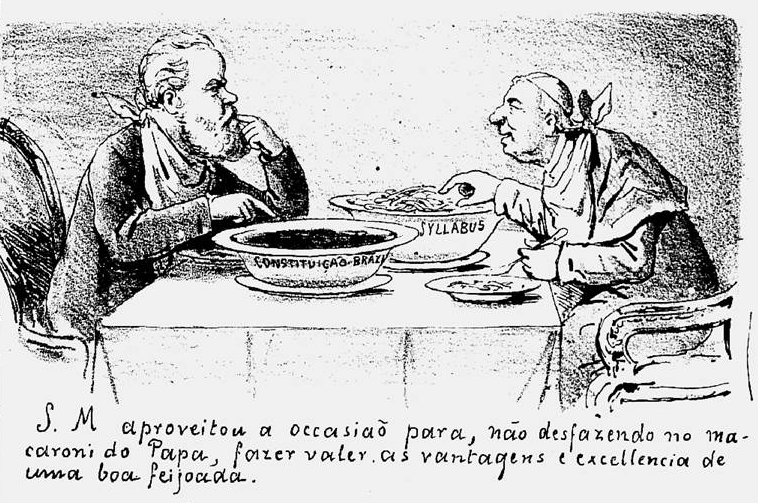
Karikatur zur „Religionsfrage“ (Questão Religiosa)

Am 29. September 1870 übernahm im Kabinett von Premierminister José Antônio Pimenta Bueno den Posten des Innenministers (Ministro dos Negócios do Império do Brasil) und bekleidete diesen zwischen dem 7. März 1871 und dem 25. Juni 1875 auch im Kabinett von Premierminister José Maria da Silva Paranhos. In dieser Funktion setzte er sich während der sogenannten „Religionsfrage“ (Questão Religiosa) 1875 für eine erfolgreiche Beilegung der Spannungen zwischen Kirche und Staat ein. Ferner trat er 1875 dafür ein, Wahlen nach Provinzen und nicht mehr nach Bezirken durchzuführen. Zugleich fungierte er zwischen dem 10. November 1870 und dem 7. März 1871 im Kabinett Pimenta Bueno auch als Minister für Landwirtschaft, Handel und öffentliche Arbeiten (Ministro dos Negócios da Agricultura, Comércio e Obras Públicas).

Die Lei Áurea (1888)

1877 wurde João Alfredo Correia de Oliveira Mitglied des Senats des Kaiserreichs Brasilien (Senado do Império do Brasil) und gehörte diesem als Vertreter der Provinz Pernambuco bis zum Sturz der Monarchie am 15. November 1889 an (16. bis 20. Legislaturperiode). Während seiner Senatszugehörigkeit wurde er des Weiteren am 19. Oktober 1885 als Nachfolger von Elias Antônio Pacheco e Chaves Präsident der Provinz São Paulo und bekleidete dieses Amt bis zum 26. April 1886, woraufhin Antônio de Queirós Teles ihn ablöste. Als Nachfolger von João Maurício Wanderley übernahm er schließlich am 10. März 1888 selbst das Amt als Premierminister des Kaiserreichs Brasilien (Presidente do Conselho de Ministros) und bekleidete dieses bis zu seiner Ablösung durch Afonso Celso de Assis Figueiredo am 7. Juni 1889. Während seiner Amtszeit als Premierminister trat die Lei Áurea in Kraft, die zur Abschaffung der Sklaverei in Brasilien führte. In seinem Kabinett übernahm er zugleich vom 10. März 1888 bis zum 7. Juni 1889 das Amt des Finanzministers (Ministro da Fazenda). Als Nachfolger von Ubaldino do Amaral und einer kommissarischen Geschäftsführung von Norberto Custódio Ferreira wurde er am 6. April 1911 Präsident der Banco do Brasil, der am 12. Oktober 1808 in Rio de Janeiro gegründeten größten und ältesten Bank Brasiliens. Diese Funktion bekleidete bis zum 27. November 1914 und wurde daraufhin von Homero Batista abgelöst.
Für seine Verdienste wurden ihm die Großkreuze des Christusordens von Portugal, des Ordens der Krone von Italien, des Kaiserlich-Königlichen Ordens vom Weißen Adler von Russland sowie des österreichisch-kaiserlichen Leopold-Ordens verliehen.

## Veröffentlichungen
- Projeto de Reforma Eleitoral apresentado à Câmara dos Deputados, na Sessão de 30 de abril de 1873, Rio de Janeiro, 1873
- Regulamento do Registro civil dos Nascimentos, Casamentos e Óbitos, 1875
- Discursos pronunciados à Assembléia Legislativa da Província de São Paulo, 1886
- Discursos Parlamentares na sessão de 1888, 1888